# Jan Ingenhousz
Jan Ingenhousz (n. 8 decembrie 1730, Breda, Țările de Jos – d. 7 septembrie 1799, Bowood House⁠(d), Anglia, Regatul Marii Britanii) a fost un biolog, chimist și fiziolog neerlandez.
Este cunoscut pentru descoperirea fotosintezei și pentru faptul că a demonstrat că lumina este esențială la plante în procesul absorbției de dioxid de carbon și eliberarea de oxigen.
A descoperit de asemenea că plantele, la fel ca animalele, au respirație la nivel celular.

## Biografie
La 16 ani era deja student la Leuven, la cea mai importantă universitate din Belgia, pe care a absolvit-o în 1753.
Doi ani mai târziu, se întoarce în orașul natal, Breda, unde începe să activeze ca medic.
Mai târziu merge la specializare în Anglia pentru a studia tehnica de imunizare împotriva variolei.

## Realizări
A fost consilier și medic personal al împărătesei Austriei, Maria Terezia.
În 1768 a reușit să inoculeze membrii familiei de Habsburg împotriva variolei și ulterior și familia regelui George al III-lea.
În Anglia, Jan Ingenhousz i-a cunoscut pe Benjamin Franklin, Henry Cavendish și Joseph Priestley.
A continuat cercetările lui Priestley privind schimbul de gaze dintre plante și mediu și a remarcat (în 1779) că, în prezența luminii, partea verde a plantei eliberează niște bule de gaz, fenomen care nu mai are loc în întuneric.
A demonstrat că este vorba de oxigen, iar fenomenul a fost ulterior denumit fotosinteză (de către Charles Reid Barnes în 1893).